# Acraea subjanisca
Acraea subjanisca är en fjärilsart som beskrevs av Abel Dufrane 1945. Acraea subjanisca ingår i släktet Acraea och familjen praktfjärilar. Inga underarter finns listade i Catalogue of Life.